# Ford Sierra
Ford Sierra je vozidlo automobilky Ford. Bylo vyvinuto počátkem 80. let na základě aerodynamických experimentů s Ford Probe III, jehož základní linie si Sierra zachovala v pětidveřové verzi po celou dobu své výroby. Sierra byla uvedena na trh v roce 1982 jako tří a pětidveřový liftback a v nabídce byla i verze pětidveřové combi, později přibyl čtyřdveřový sedan.
Design Sierry byl v roce svého uvedení velmi nadčasový, motoristické magazíny nešetřily kritikou a konzervativní zákazníci si Sierru nikdy neoblíbili. Prodeje byly v začátcích velmi nízké, ale přesto bylo během 11leté produkce vyrobeno a prodáno zhruba 2 700 500 kusů. Sierra byla první auto z produkce Fordu vyrobené podle aerodynamického trendu (koeficient odporu je vynikajících 0,34), a proto na silnicích vypadala jako z jiného světa. O několik let později se ale ukázalo, že její tvary byly zvoleny strategicky. Každé auto začalo vypadat jako Sierra, a dokonce když byla v roce 1993 nahrazena modelem Mondeo, byl její vzhled stále únosný.
Jako přednosti byly svého času označovány pasivní bezpečnost, prostornost, jízdní komfort. Horší už to bylo s korozí, spotřebou zejména motorů V6, a u prvních exemplářů s kvalitou zpracování. Sierry byly pro svou výdrž často používány jako taxi, referentská vozidla, sloužila ale také jako policejní ve sborech Spojeného království či Německa.

## Modernizace
Vývoj modelu lze rozdělit na 3 základní období, z dnešního pohledu facelifty.

### 1982–1986
V první Sieře byly buď zážehové motory „Pinto“ s rozvodem OHC, které měly objem 1,3 l, 1,6 l, 1,8 l, a 2 l; nebo vidlicový šestiválec OHV o objemu 2,3 l; a nebo 2,3litrový diesel.
Karoserie se prodávala v provedení třídveřového a pětidveřového liftbacku a kombi.
Verze XR4i byl třídveřový liftback s motorem 2,8i V6. Později byla nahrazena verzí XR4×4, což byl pětidveřový liftback s tímtéž agregátem. V roce 1986 se objevil třídveřový liftback Sierra RS Cosworth s motorem 2,0i DOHC 16V Turbo o výkonu 204 koní (bylo vyrobeno 5 545 kusů).

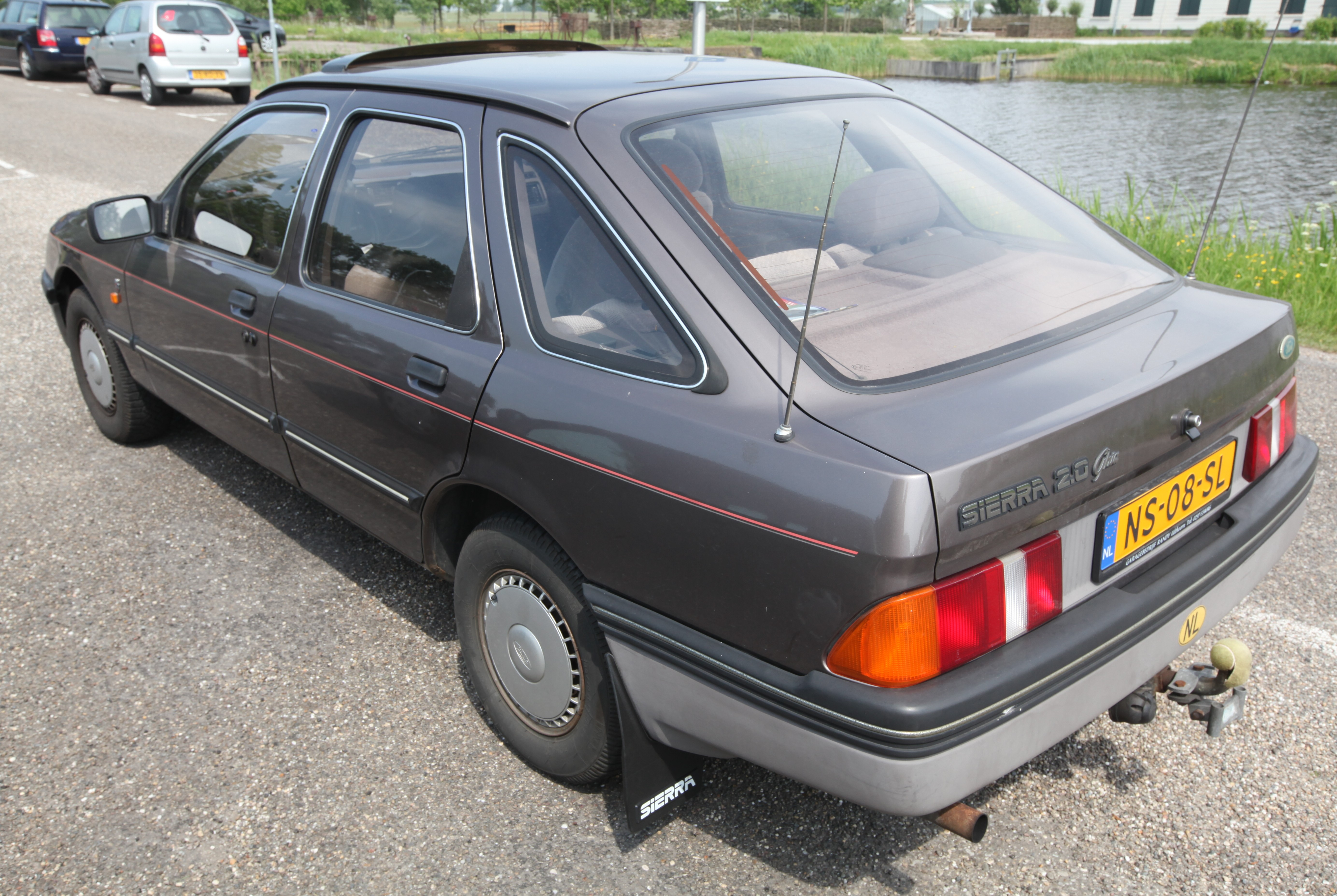
Záď vozu
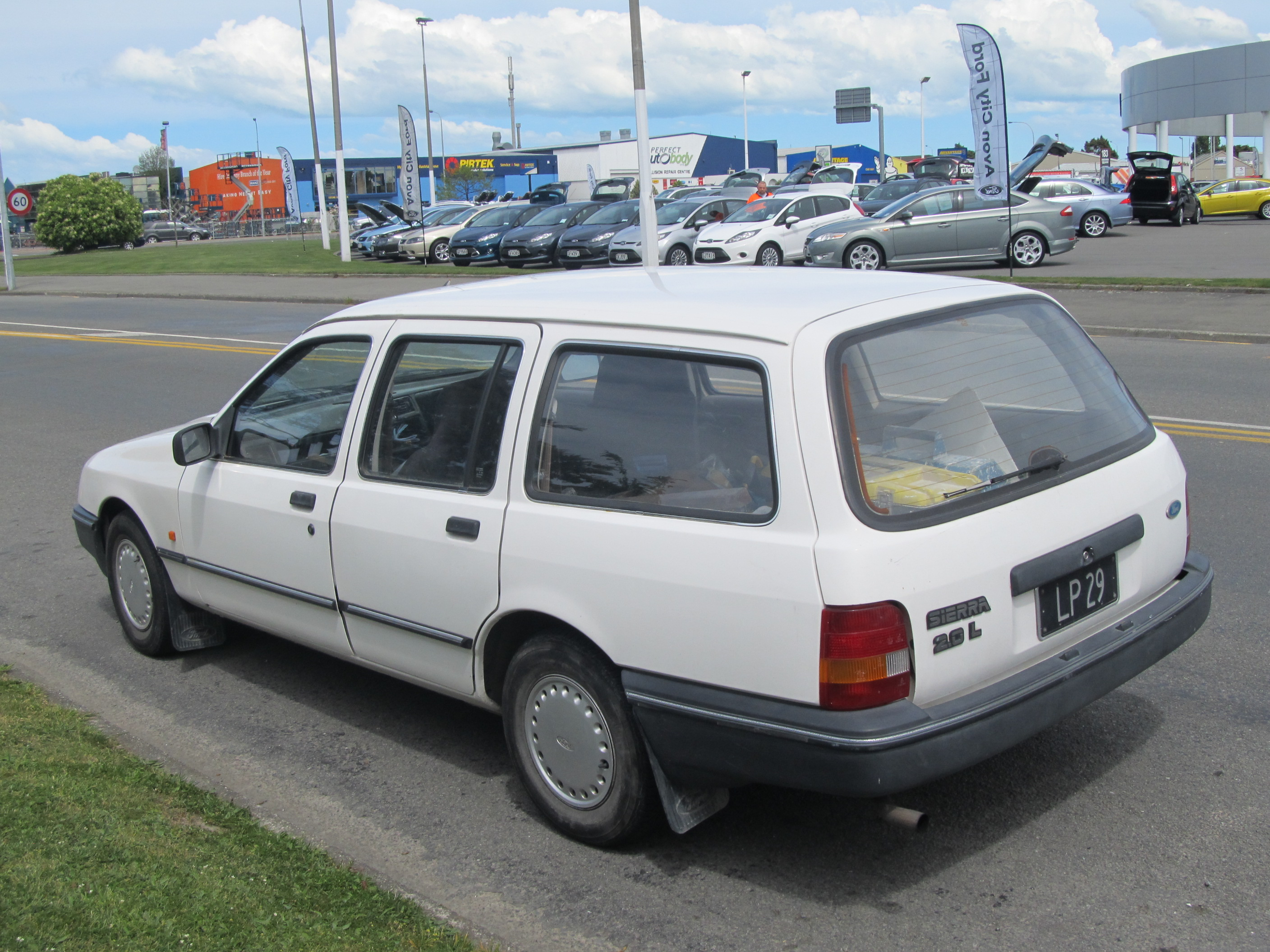
Ford Sierra Turnier (1982–1986)
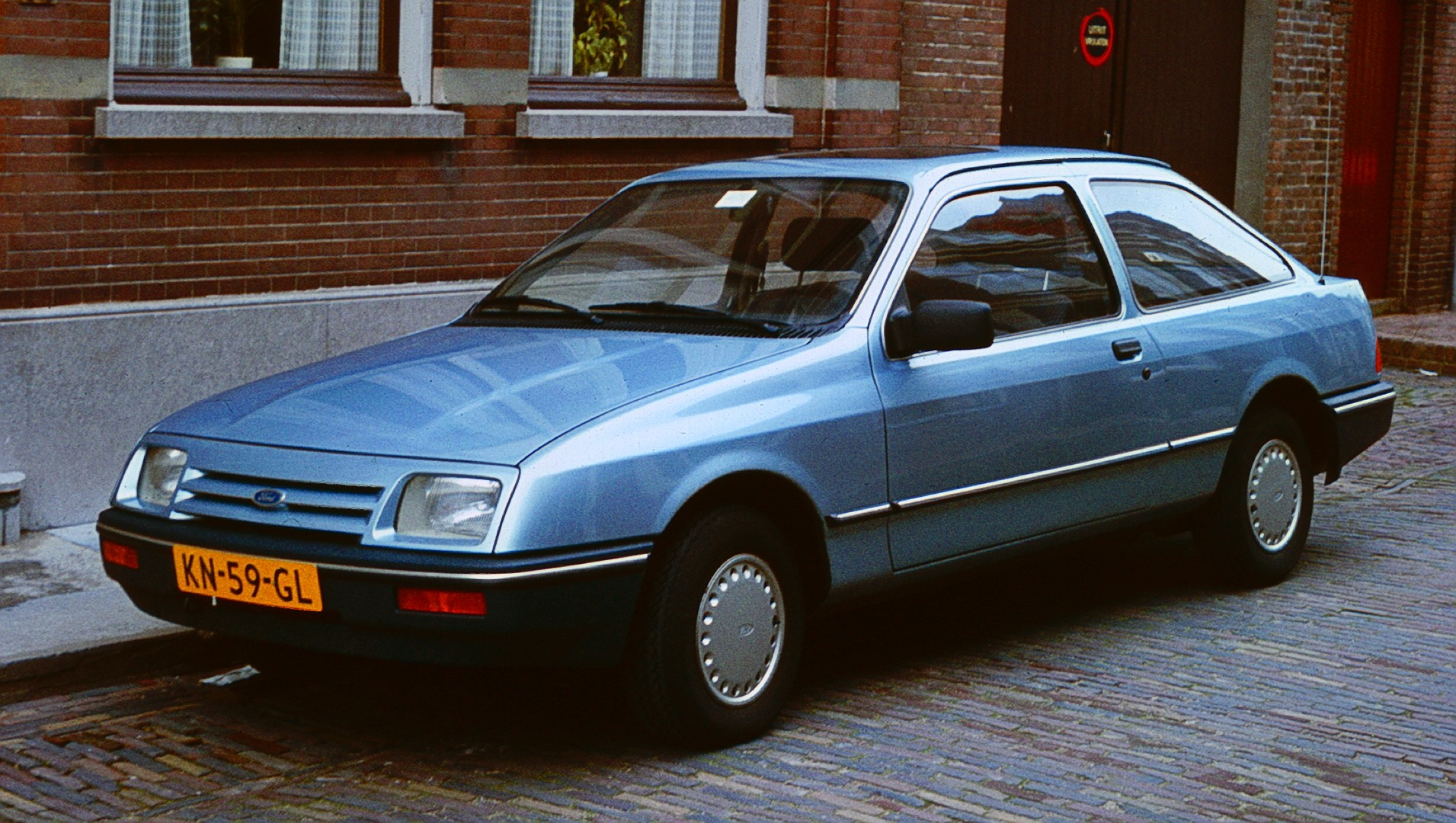
Třídveřový Ford Sierra (1983–1986)
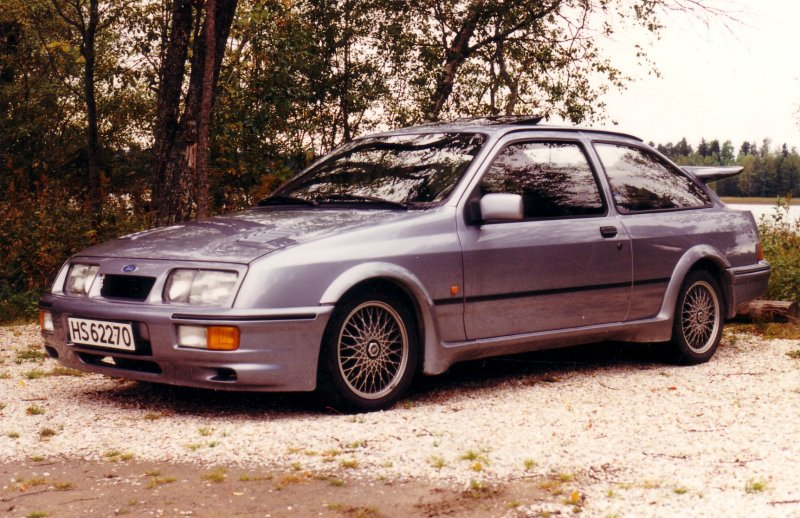
Ford Sierra RS Cosworth (1986–1987)

### 1987–1989
Roku 1987 došlo k první modernizaci. Přibylo ABS, neřízené katalyzátory, hydraulický posilovač řízení atd. Proběhl kompletní facelift zahrnující zadní lampy, nárazníky a celou příď vozu.
Motory:
- 1,6 l 72 k – 80 k
- 1,8 l 87 k – 90 k
- 2,0 l 100 k – 115 k
- 2,0 l 150 k – 204 k RS Cosworth
- V6 OHV 2,8i 150 k
- 2,9i 145 k
- 2,3D Perkins, vznětový

V roce 1987 byla uvedena homologační série 500 kusů verze Sierra Cosworth RS500 s motorem 2,0i DOHC 16V Turbo o výkonu 224 koní. V roce 1988 se začala vyrábět nová verze modelu RS Cosworth jako čtyřdveřový sedan.

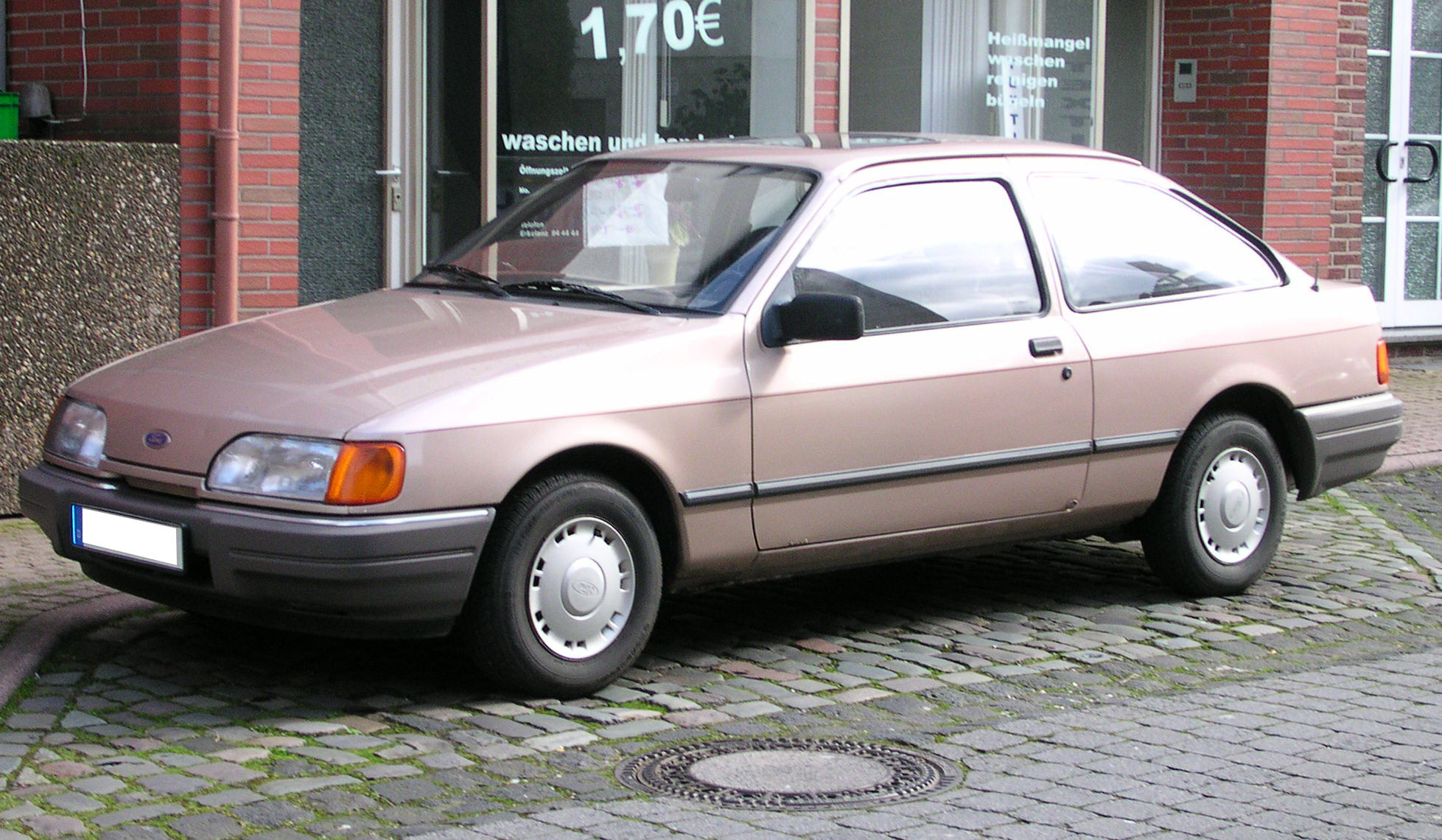
Třídveřový Ford Sierra (1987–1990)
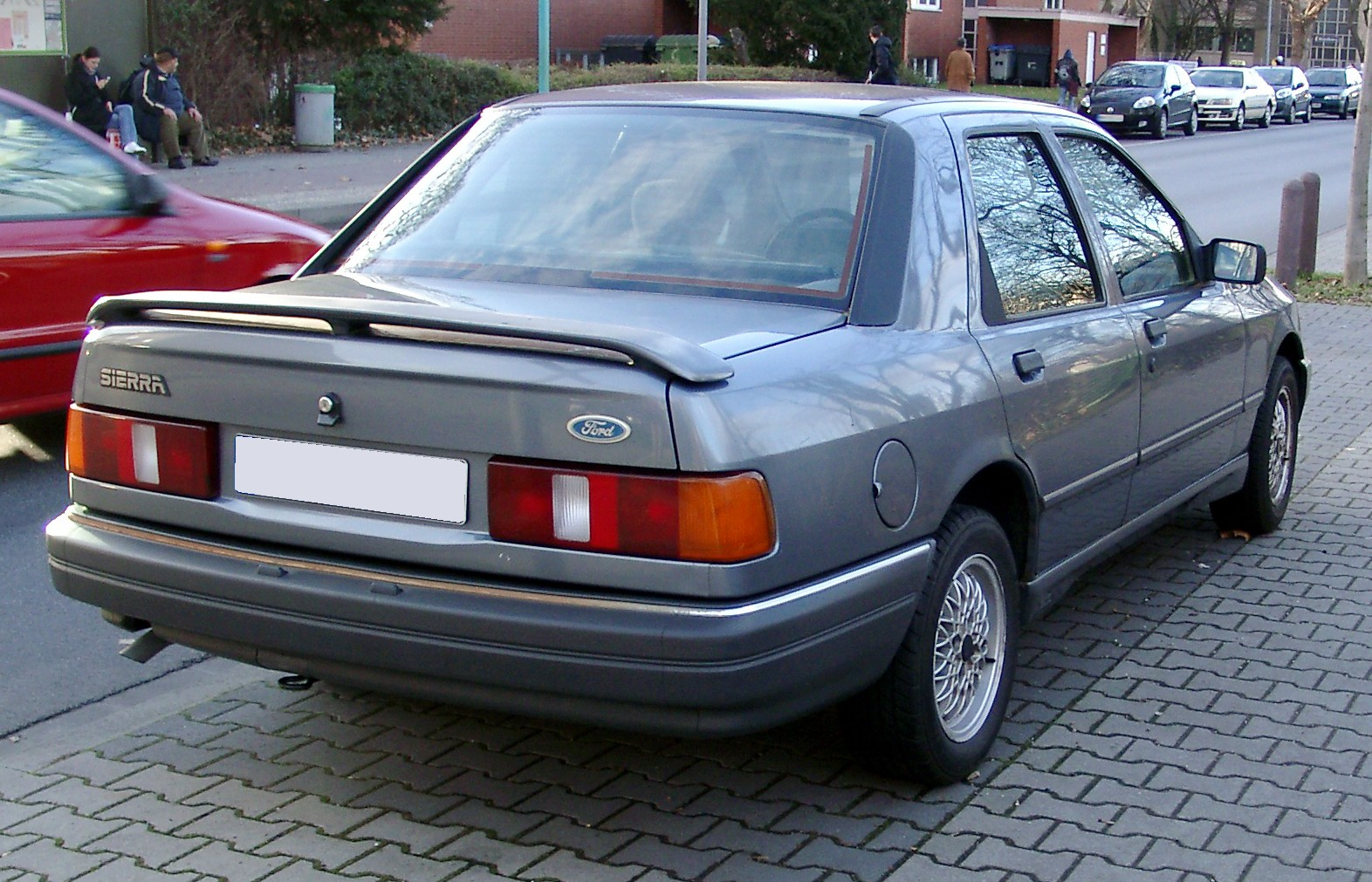
Ford Sierra (1987–1990)
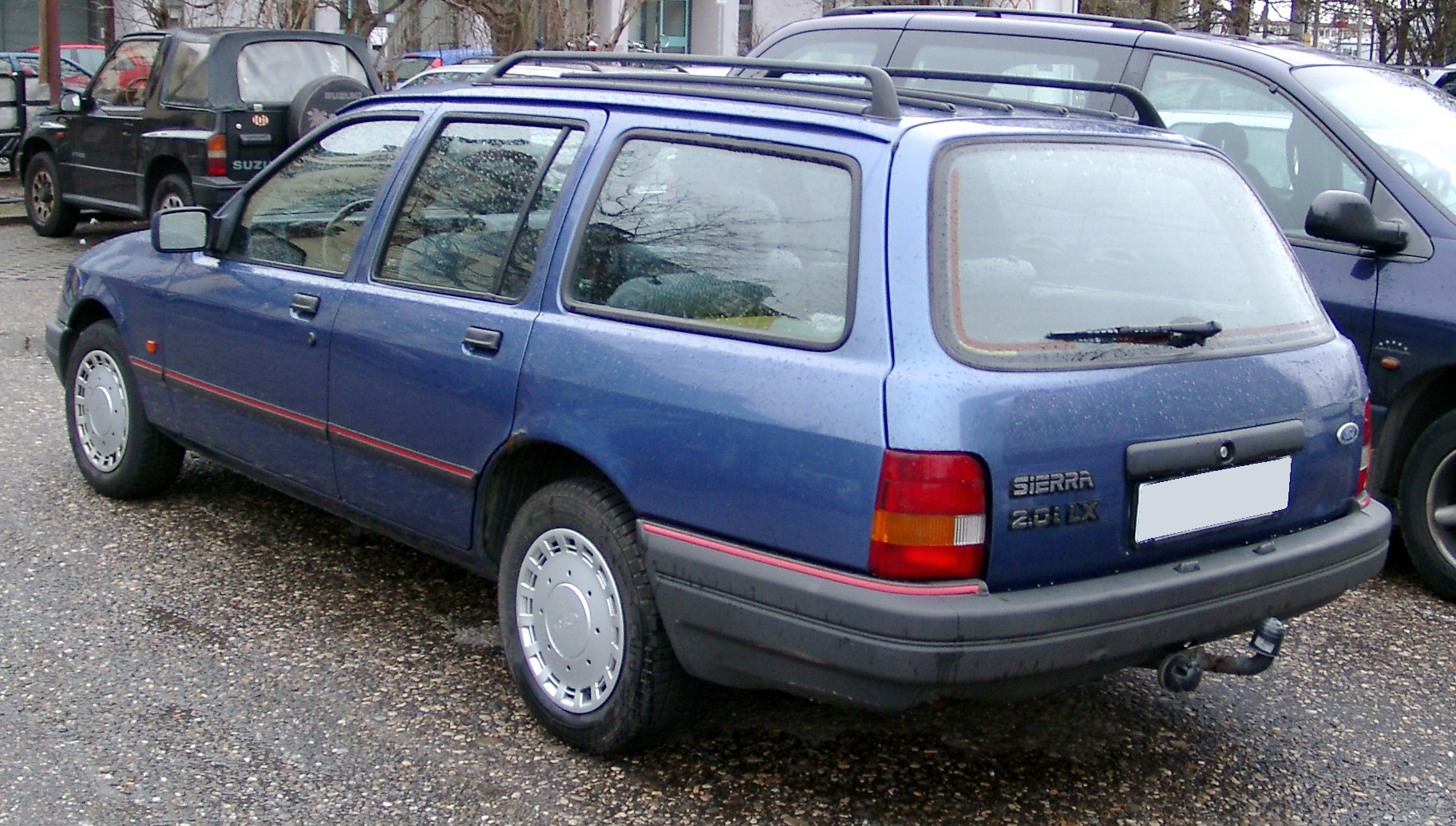
Ford Sierra Turnier (1987–1990)
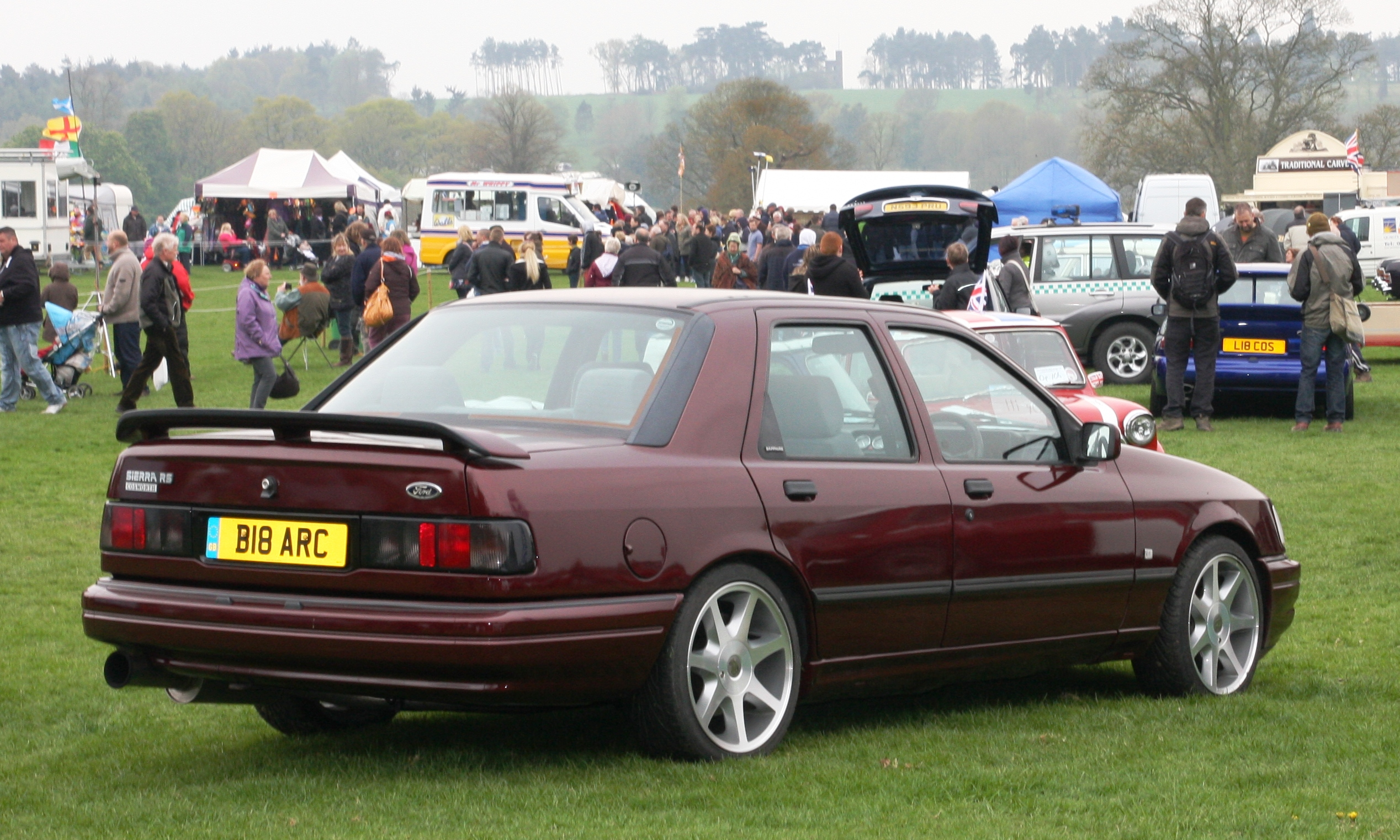
Ford Sierra RS Cosworth (1989)

### 1990–1993
Další modernizací Sierra prošla roku 1990. Proběhly drobné retuše zahrnují změněnou přední partii, nárazníky a zhruba od roku 1992 i pozměněný interiér.
Motory byly většinou OHC a byly nabízeny v rozmezí 1,8 – 2,0 l, kromě toho byly k dostání i motor 2,0i DOHC s výkonem 120 koní, dva šestiválce a vznětový motor 1,8TD s 55 kW.
Nabídka výbavy už zahrnovala například klimatizaci, automatickou převodovku, elektrické vyhřívání předního okna a pohon 4×4 pro verze sedan a kombi.
V roce 1990 byl RS Cosworth nahrazen verzí RS Cosworth 4×4.
Sierra se prodávala i za oceánem pod značkou Merkur s motory 2,3 l OHC „Lima“. Sportovní Merkur XR4Ti dosahovala díky použití přeplňování výkonu okolo 170 koní, zatímco Argentinská GHIA SX 2,3 l byla vrcholem luxusu.
Kromě sportovní XR4i, prodávané hlavně ve Velké Británii, se v Africe vyráběla XR6 s motorem 3,0l V6 Essex a také homologační speciál XR8 s8 OHV původně z Mustangu. Jak XR6, tak XR8 byly v dostání pouze jako pětidveřový liftback.

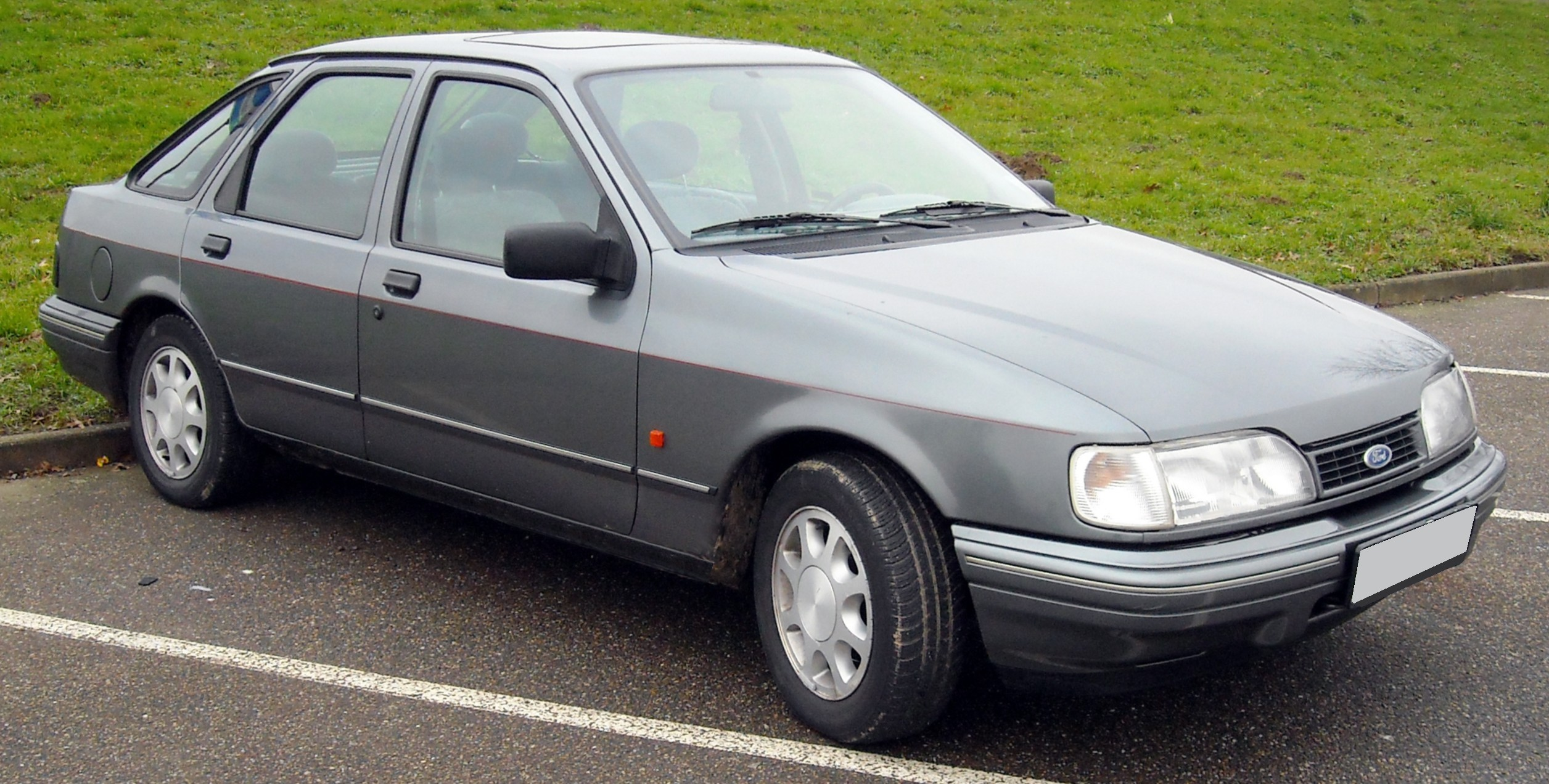
Ford Sierra (1990–1993)
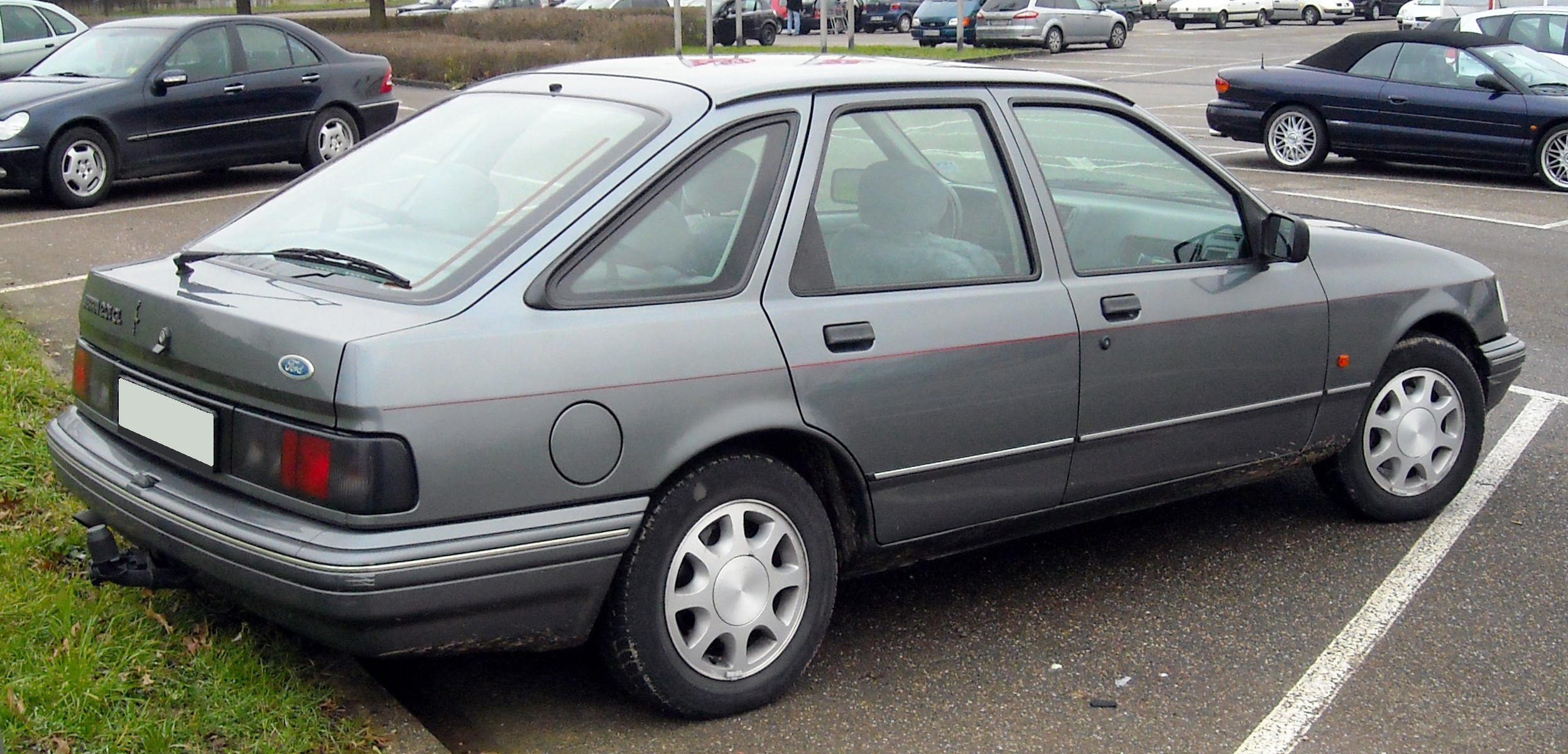
Záď vozu
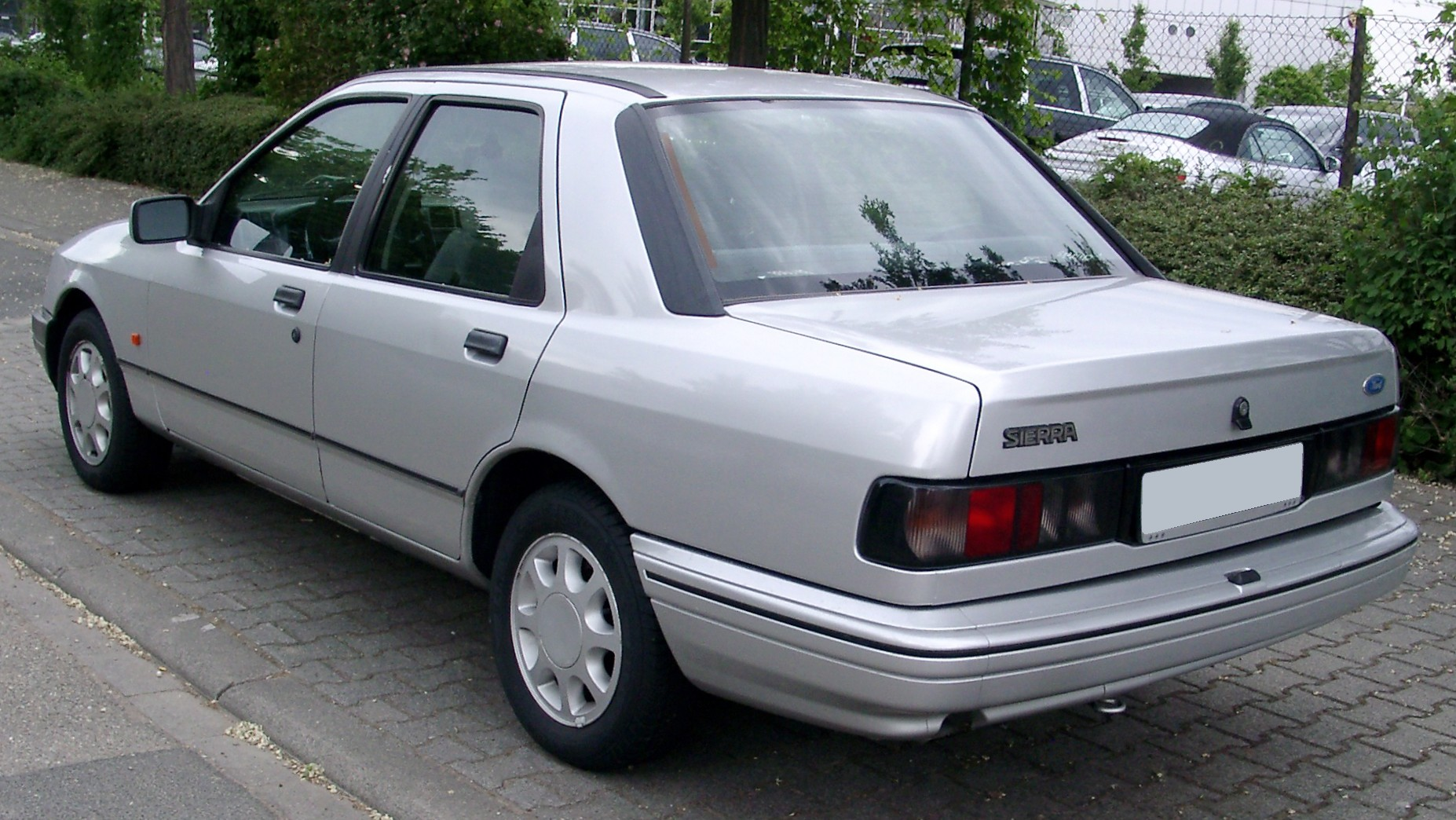
Ford Sierra (1990–1993)
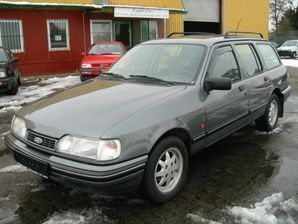
Ford Sierra Turnier 2,0i CLX, facelifotvaná verze (1990–1993)
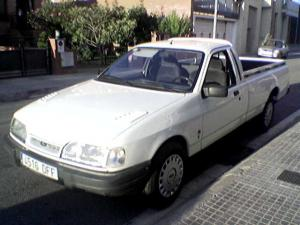
Ford P100 pickup, pohon zadních kol (1989–93)
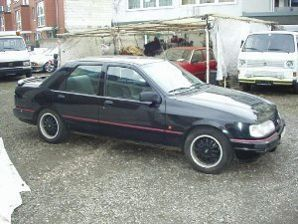
Ford Sierra sedan 2,0i GT, verze od roku 1991
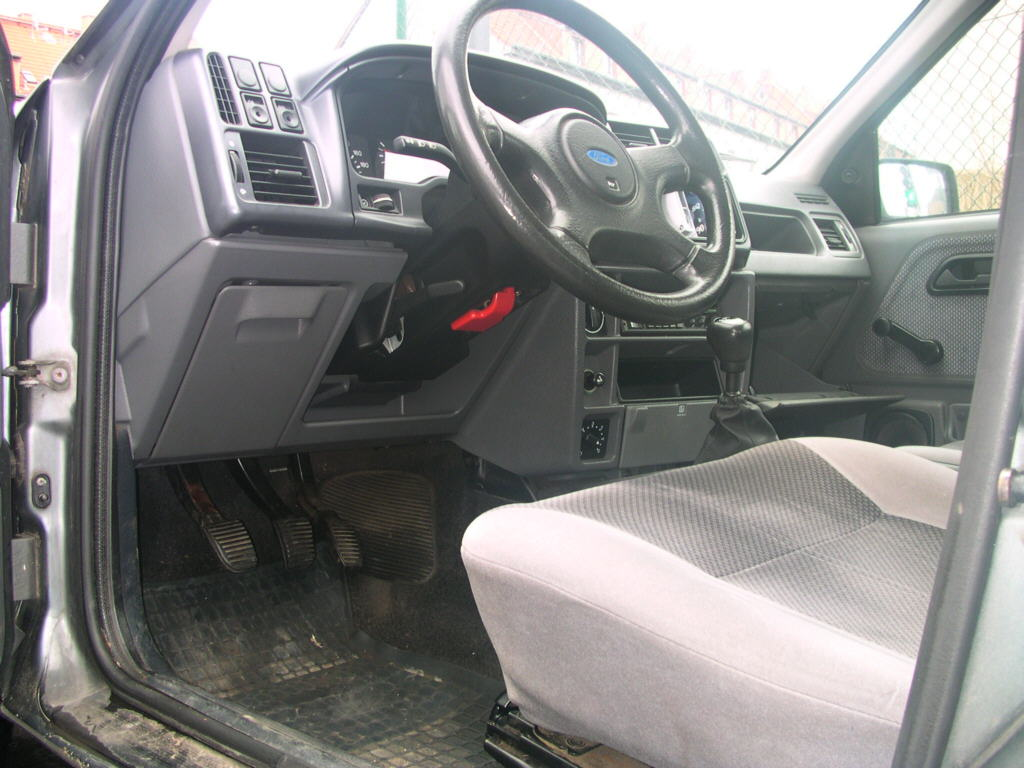
Interiér vozu Sierra CLX

## Motorizace
Označení / výkon (k) / objem motoru (cm³)
- 1.6 / 72 / 1597
- 1.6 / 75 / 1597
- 1.6 i / 80 / 1597
- 1.8 / 80 / 1796
- 1.8 / 87 / 1769
- 1.8 / 90 / 1796
- 2.0 i KAT / 100 / 1993
- 2.0 i / 100 / 1993
- 2.0 / 105 / 1993
- 2.0 / 109 / 1998
- 2.0 i / 115 / 1993
- 2.0 i DOHC / 115 / 1998
- 2.0 i / 120 / 1998
- 2.0 4×4 / 120 / 1998
- 2.0 i / 125 / 1998
- 2.0 4×4 / 125 / 1998
- 2.0 RS Cosworth / 204 / 1993
- 2.0 16V Cosworth 4×4 / 220 / 1993
- 2.8 i / 143 / 2792
- 2.9 i / 145 / 2935
- 2.9 4×4 / 145 / 2935
- 2.9 i / 150 / 2935
- 2.9 4×4 / 150 / 2935
- 1.8 TD / 75 / 1753
- 2.3 D / 67 / 2304

## Závodní verze

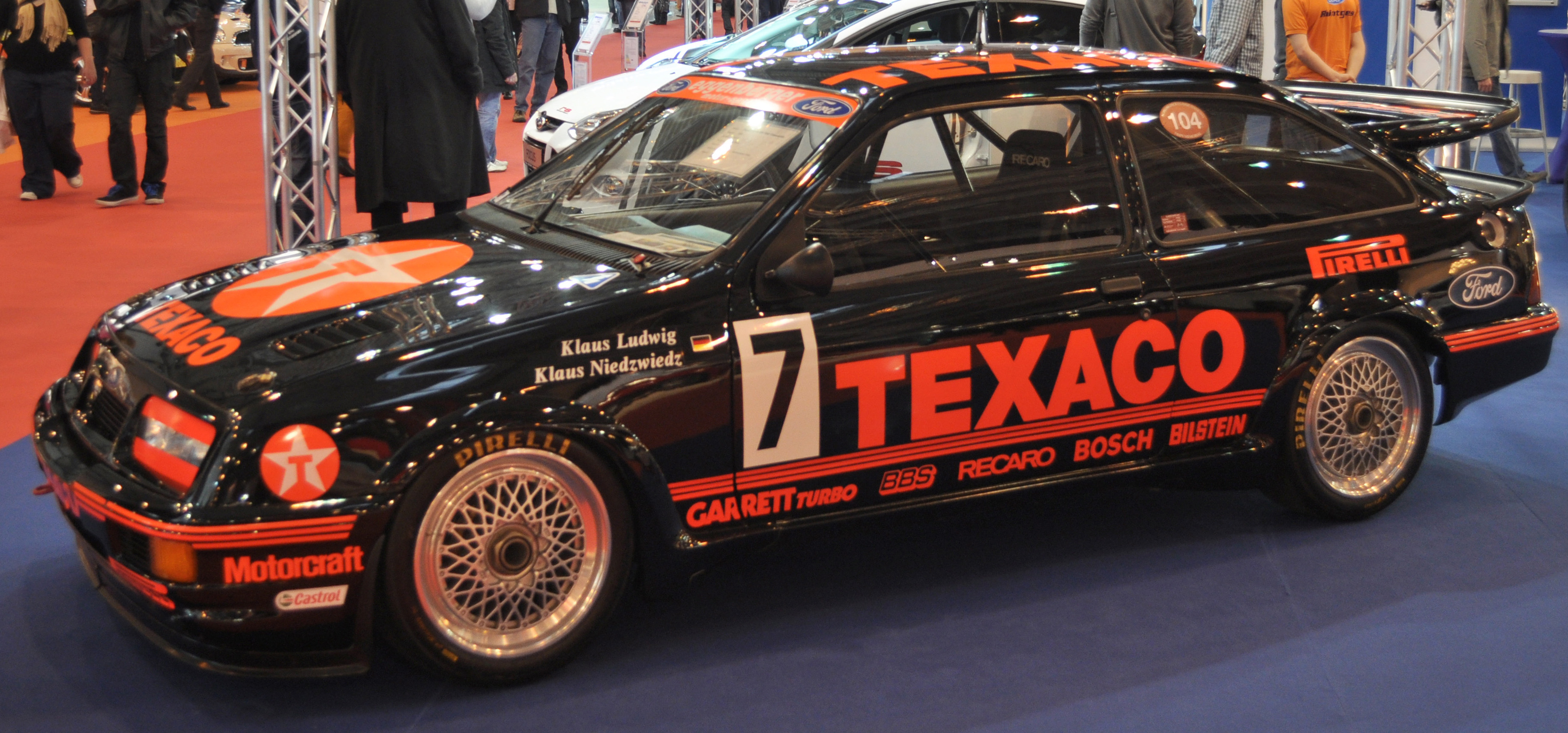
Vůz Klause Ludwiga - Ford Sierra RS 500

Sierry XR4i, XR4×4 a později hlavně 3dv. verze RS Cosworth získaly mnoho úspěchů v rally. Kromě toho ale vydobyly řadu úspěchů i při závodech na okruzích, kde excelovaly modely XR4Ti a RS 500. Modely RS Cosworth 4×4 (4dv. sedan, objem 1993 cm³, cca 280 kW a více), zvláště v tovární úpravě pro skupinu A v rally, již slávu svých předchůdců na poli sportovních úspěchů nepřekonaly.